# Roman Kolinka
Roman Kolinka (París, 16 de septiembre de 1986) es un actor de cine y televisión francés. 
Kolinka es hijo de Richard Kolinka (nacido en 1953), baterista de la famosa banda de rock Telephone, y de la actriz Marie Trintignant (1962-2003). Perdió a los 17 años a su madre, que falleció a manos del cantante del grupo Noir Désir, Bertrand Cantat, en Vilna, Lituania.
Sus abuelos maternos son el actor y director Jean-Louis Trintignant (1930-2022) y la directora Nadine Trintignant (nacida en 1934).
Es medio hermano de Paul Cluzet (hijo de Marie Trintignant y del actor François Cluzet).
Está casado con Yoko, con quien tuvo un hijo llamado Marlo. Dirige un restaurante en Uzès, La Famille'".
Kolinka ha realizado varias películas bajo la dirección de Mia Hansen-Løve.

## Filmografía

### Cine
- 2005 : Majorité, de Philippe Sfez : Blaise Lapierre (cortometraje)
- 2009: Cadeau de rupture, de Vincent Trintignant
- 2012 : Après mai, de Olivier Assayas : Communautaire
- 2013 : Juliette, de Pierre Godeau : Charles
- 2014 : Eden, de Mia Hansen-Løve : Cyril
- 2016 : El porvenir, de Mia Hansen-Løve : Fabien
- 2017 : Maya, de Mia Hansen-Løve : Gabriel Dahan
- 2023 : Toi non plus tu n'as rien vu de Béatrice Pollet : Paul
- 2024 : Sous le vent des Marquises de Pierre Godeau : Antoine

### Televisión
- 2000 : Victoire ou la Douleur des femmes, de Nadine Trintignant : Roman
- 2001 : L'île bleue, de Nadine Trintignant : Zigomar
- 2004 : Colette, une femme libre, de Nadine Trintignant : Bertrand